# 小行星8506
小行星8506（英語：8506）是一颗围绕太阳公转的小行星。1991年2月5日，M. Arai、H. Mori在寄居町发现了此天体。
这颗小行星的绝对星等为163.77558340228等。